# Abd-ar-Rahman ibn Awf
Abd-ar-Rahman ibn Awf (àrab: عبد الرحمن بن عوف, ʿAbd ar-Raḥmān ibn ʿAwf), nascut Abd-Amr (àrab: عبد عمرو, ʿAbd ʿAmr), (mort en 652) fou un dels musulmans de primera hora, dels Banu Zuhra dels quraixites. Va prendre part a l'hègira i en la batalla de Badr entre altres esdeveniments.
El 627 va dirigir un grup d'homes enviat pel profeta Muhàmmad a Dumat al-Jandal. Fou membre del consell dels sis, encarregat de l'elecció de califa, i va tenir un paper decisiu en el nomenament d'Uthman ibn Affan a la mort d'Úmar ibn al-Khattab. La tradició diu que fou una de les deu persones a les que Muhàmmad va prometre el Paradís.